# Sobowtór (film 1998)
Sobowtór (ang. Duplicate) – bollywoodzka komedia z 1998 roku w reżyserii Mahesha Bhatta. Dwie główne role: pozytywnego i negatywnego bohatera zagrał sławny indyjski aktor Shah Rukh Khan, któremu towarzyszyła na ekranie Juhi Chawla. Zdjęcia kręcono w Mumbaju, Pradze, Bernie i Vevey.
Tematem filmu są perypetie związane z podobieństwem do siebie dobrodusznego maminsynka, kucharza Bablu i brutalnego gangstera Manu. Ich losy nakładają się na siebie. Pomyłkom towarzyszy uwięzienie niewinnego, porwania i udawanie miłości wobec ukochanej sobowtóra. Film jest okazją do przedstawienia kunsztu gry aktorskiej Shah Rukh Khana.

## Opis
Młody nieśmiały nieudacznik i maminsynek Bablu (Shah Rukh Khan) zawiódł nadzieje swojej matki (Farida Jalal). Nie został zapaśnikiem jak jego ojciec, ale marzy o karierze kucharza. Oczarowana jego pogodą ducha i ufnością wobec ludzi szefowa renomowanej restauracji daje mu szansę na pracę. Młoda szefowa Sonia (Juhi Chawla) jest nie tylko zadowolona z jego pracy, ale też coraz bardziej w nim zakochana.  Ona też nie jest mu obojętna. Bablu próbuje jej wyznać miłość. Przeszkadza mu w tym nie tylko nieśmiałość, ale i... nagłe aresztowanie. Policja bierze go za groźnego bandytę Manu (Shah Rukh Khan).

## Obsada
- Shah Rukh Khan – Bablu Chaudhary/Manu Dada
- Juhi Chawla – Sonia Kapoor
- Sonali Bendre – Lilly, kochanka Manu
- Farida Jalal – matka Bablu
- Tiku Talsania – inspektor Thakur
- Mohnish Behl – Ravi Lamba

## Piosenki
1. Mere Mehboob Mere Sanam (Udit Narayan & Alka Yagnik)
2. Kathai Ankhonwali (Kumar Sanu)
3. Ladna Jhagadna (Abhijeet & Kavita Krishnamurthy)
4. Theme Music (Instrumental)
5. Tum Nahin Jana (Alka Yagnik & Udit Narayan)
6. Wah Ji Wah (Kumar Sanu)
7. Ek Shararat Hone Ko Hai (Kumar Sanu & Kavita Krishnamurthy)

## Nominacje do Nagrody Fimfare
- Shah Rukh Khan – nominacja do Nagrody Fimfare za najlepszą rolę negatywną
- Javed Akshtar – nominacja do nagrody za najlepszy tekst piosenki "Mere Mehboob Mere Saanam"